# Tōmei na iro
Tōmei na iro (jap. 透明な色) – pierwszy album studyjny japońskiego zespołu Nogizaka46, wydany w Japonii 7 stycznia 2015 roku przez N46Div..
Album został wydany w trzech edycjach: dwóch limitowanych (Type A i Type B) i jednej regularnej (Type-C). Osiągnął 1 pozycję w rankingu Oricon i pozostał na liście przez 120 tygodni, sprzedał się w nakładzie 331 210 egzemplarzy. Zdobył status platynowej płyty.

## Lista utworów
Wszystkie utwory zostały napisane przez Yasushiego Akimoto.

### Disc 1
| CD (Type-A, Type-B, Type-C) | CD (Type-A, Type-B, Type-C)                                                 | CD (Type-A, Type-B, Type-C)              | CD (Type-A, Type-B, Type-C)       | CD (Type-A, Type-B, Type-C) |
| Nr                          | Tytuł utworu                                                                | Kompozycja                               | Aranżacja                         | Długość                     |
| --------------------------- | --------------------------------------------------------------------------- | ---------------------------------------- | --------------------------------- | --------------------------- |
| 1.                          | „OVERTURE”                                                                  | Seiichi Kyōda                            | Seiichi Kyōda                     | 1:16                        |
| 2.                          | „Guruguru Curtain” (jap. ぐるぐるカーテン)                                  | Katsuhiko Kurosu                         | Atsushi Yuasa                     | 4:05                        |
| 3.                          | „Oide Shampoo” (jap. おいでシャンプー)                                      | Dai Odagiri                              | TATOO                             | 4:10                        |
| 4.                          | „Hashire! Bicycle” (jap. 走れ! Bicycle)                                     | Shusui, Ryō Itō, Kimura Atsushi, her0ism | Atsushi Yuasa                     | 3:42                        |
| 5.                          | „Seifuku no Mannequin” (jap. 制服のマネキン)                                | Katsuhiko Sugiyama                       | Hajime Hyakkoku                   | 4:23                        |
| 6.                          | „Kimi no na wa kibō” (jap. 君の名は希望)                                    | Katsuhiko Sugiyama                       | Katsuhiko Sugiyama, Tatsurō Ariki | 5:25                        |
| 7.                          | „Girl’s Rule” (jap. ガールズルール)                                         | Kōji Gotō                                | Kōji Gotō                         | 4:49                        |
| 8.                          | „Barrette” (jap. バレッタ)                                                  | Yoshihiro Saitō                          | Makoto Wakatabe                   | 4:19                        |
| 9.                          | „Kizuitara kataomoi” (jap. 気づいたら片想い)                                | Akira Sunset                             | Atsushi Yuasa                     | 4:14                        |
| 10.                         | „Natsu no Free & Easy” (jap. 夏のFree&Easy)                                 | Tomonori Inoue                           | Kōta Hashimoto                    | 5:02                        |
| 11.                         | „Nandome no aozora ka?” (jap. 何度目の青空か?)                              | Masahiro Kawaura                         | Hajime Hyakkoku                   | 4:49                        |
| 12.                         | „Dareka wa mikata” (jap. 誰かは味方)                                        | Akihiko Miyasaka                         | Sasaki Hiroshi                    | 5:00                        |
| 13.                         | „Kakumei no uma” (jap. 革命の馬)                                            | Yoshifumi Ise                            | Yoshifumi Ise                     | 4:14                        |
| 14.                         | „Boku ga iru basho” (jap. 僕がいる場所)                                     | Katsuhiko Sugiyama                       | Katsuhiko Sugiyama, Tatsurō Ariki | 5:04                        |
| 15.                         | „Anata no tame ni hikitai” (jap. あなたのために弾きたい) (wyk. Erika Ikuta) | Keiichi Kondō                            | Nobuhiko Kashiwara                | 3:45                        |

### Disc 2
| CD (Type-A, Type-B) | CD (Type-A, Type-B)                                                       | CD (Type-A, Type-B)          | CD (Type-A, Type-B)               | CD (Type-A, Type-B) |
| Nr                  | Tytuł utworu                                                              | Kompozycja                   | Aranżacja                         | Długość             |
| ------------------- | ------------------------------------------------------------------------- | ---------------------------- | --------------------------------- | ------------------- |
| 1.                  | „Hoka no hoshi kara” (jap. 他の星から)                                    | Sugaya Bros., Matsumura PONY | Sugaya Bros.                      | 4:09                |
| 2.                  | „Watashi no tame ni dareka no tame ni” (jap. 私のために 誰かのために)     | Katsuhiko Sugiyama           | Katsuhiko Sugiyama, Tatsurō Ariki | 5:15                |
| 3.                  | „Sekkachi na katatsumuri” (jap. せっかちなかたつむり)                     | Katsuhiko Yamamoto           | Atsushi Yuasa                     | 5:07                |
| 4.                  | „Namida ga mada kanashimi datta koro” (jap. 涙がまだ悲しみだった頃)       | Tomoyuki Uchida              | TATOO                             | 4:20                |
| 5.                  | „Mukuchi na Lion” (jap. 無口なライオン)                                   | Shusui, Heroism              | Shusui, Heroism                   | 4:24                |
| 6.                  | „Sekai de ichiban kodoku na Lover” (jap. 世界で一番 孤独なLover)          | Mineaki Kawahara             | Hajime Hyakkoku                   | 3:44                |
| 7.                  | „Ano hi boku wa tossa ni uso o tsuita” (jap. あの日 僕は咄嗟に嘘をついた) | Tomoya Miwa                  | Seiichi Kyōda                     | 4:13                |
| 8.                  | „13-nichi no kin'yōbi” (jap. 13日の金曜日)                                | Naonobu Amimoto              | Atsushi Yuasa                     | 3:42                |
| 9.                  | „Ushinaitakunai kara” (jap. 失いたくないから)                             | Lance Ebihara                | Mitsuki Shiokawa                  | 4:17                |
| 10.                 | „Dankeschön” (jap. ダンケシェーン)                                        | Akira Sunset, C#             | Akira Sunset, C#                  | 3:42                |
| 11.                 | „Keishasuru” (jap. 傾斜する) (wyk. Kojizaka46)                            | Teppei Sutō, Shin Hasegawa   | Hiroshi Sasaki                    | 4:37                |
| 12.                 | „Nazo no rakugaki” (jap. なぞの落書き)                                    | Shūtarō Katagiri             | Yūichi "Masa" Nonaka              | 4:31                |
| 13.                 | „Jiyū no kanata” (jap. 自由の彼方)                                        | Tomokazu Yamada              | Shōhei Sumiya                     | 5:02                |
| 14.                 | „Hitoriyogari” (jap. ひとりよがり) (wyk. Nanase Nishino)                  | Katsuhiko Sugiyama           | Katsuhiko Sugiyama, Tatsurō Ariki | 5:19                |

### Disc 3
| DVD (Type A) | DVD (Type A) | DVD (Type A) |
| Nr           | Tytuł utworu | Długość      |
| ------------ | --- | ------------ |
| 1.           | „Manatsu no zenkoku Tour 2013 FINAL! @ Kokuritsu Yoyogi Kyōgi-jō Daiichi Taiikukan” (jap. 真夏の全国ツアー2013 FINAL!＠国立代々木競技場第一体育館) |              |

## Notowania
| Lista                     | Pozycja |
| ------------------------- | ------- |
| Oricon Weekly Album Chart | 1       |
| Oricon Yearly Album Chart | 11      |